# Luis Otero
Luis Otero, född 22 oktober 1893 i Pontevedra, död 20 januari 1955 i A Coruña, var en spansk fotbollsspelare.
Otero blev olympisk silvermedaljör i fotboll vid sommarspelen 1920 i Antwerpen.